# Franciszek Olszówka
Franciszek Olszówka, ps. „Otto” (ur. 3 grudnia 1923 w Pisarzowicach, zm. 8 lutego 1946 tamże) – żołnierz polskiego podziemia antykomunistycznego, dowódca oddziału działającego na terenie powiatów Kępno, Namysłów i Kluczbork w latach 1945–1946.

## Młodość
Syn Augusta i Marii. Pochodził z rodziny o tradycjach patriotycznych (ojciec był powstańcem wielkopolskim). Wychowywał się w Pisarzowicach, gdzie rodzice dzierżawili majątek ziemski. Z powodu kłopotów finansowych rodzina przeprowadziła się na Górny Śląsk. W 1939 Franciszek opuścił rodziców i zamieszkał z wujkiem Alfredem Gólcz-Mende w Gierczycach w powiecie kępińskim.

## Okres okupacji
Nie przyjął volkslisty w odróżnieniu od wujka, dopiero złapany na kłusownictwie i osadzony w więzieniu przez Niemców z konieczności zapisał się do III grupy volkslisty (Niemcy ze względu na duży odsetek ewangelików w okolicach Kępna przymusowo germanizowali zamieszkałą tam ludność polską). Po zwolnieniu z aresztu otrzymał powołanie do Wehrmachtu, w trakcie służby przygotowawczej w Brzegu przed wysłaniem na front zdezerterował. W tym czasie jego wuj został stracony przez gestapo w Częstochowie za kontakty z polskim podziemiem.
Dołączył do kilkuosobowego oddziału AK „Koniczynka” dowodzonego przez plut. Jana Jeziornego ps. „Fryc”, działającego w lasach rychtalskich, powiat Kępno. Grupa ograniczała się do rozbrajania Niemców, jej istnienie było stale zagrożone, gdyż Niemcy systematycznie przeczesywali ten teren i oddział był zmuszony do ukrywania się w bunkrach. Za działalność partyzancką Olszówka został awansowany na kaprala przez komendanta AK Okręgu Poznań ppłk. Andrzeja Rzewuskiego „Wojmira” i przyjął pseudonim „Otto”.

## Po II wojnie światowej
W styczniu 1945 Olszówka wraz z kolegami zaczął organizować ochotniczą milicję gromadzką w gminie Laski. Zajmowała się ona utrzymaniem porządku, a jej członkowie pracowali społecznie. W kwietniu 1945 roku, gdy rząd zaczął rozwiązywać takie placówki, Olszówka opuścił posterunek w Kuźnicy Trzcińskiej i osiadł w majątku rolnym w Gierczycach. W kwietniu 1945 wraz z całą załogą zdezerterował ze służby i założył oddział zbrojny w powiecie Kępno. Ostatecznie grupa uformowała się pod koniec roku. Członkowie oddziału składali przysięgę przed ks. Pawłem Nowickim, proboszczem parafii w Słupi. Największy stan liczbowy (do 80 osób, nie licząc współpracowników) oddział osiągnął na przełomie 1945/1946. Głównym miejscem pobytu oddziału były lasy komorzańskie w pow. Kluczbork oraz lasy buczkowskie i rychtalskie. W czasie początkowych akcji na przedstawicieli władzy zabito wójta Bolesławca, a w tej samej miejscowości 29 listopada zabito 7 członków rodziny Kohnów, pozostali członkowie rodziny zostali zabici w grudniu 1945 roku. W drugim kwartale 1945 oddział podporządkowany kpt. Tadeuszowi Tyrakowskiemu („Kordzikowi” ), który w sposób stanowczy traktował „Otta” jako swojego podkomendnego. „Kordzik” został zastrzelony przez „Otta” po oskarżeniu „Kordzika”, że droga sprawdzana przez niego rzekomo prowadziła w zasadzkę przygotowaną przez MBP.

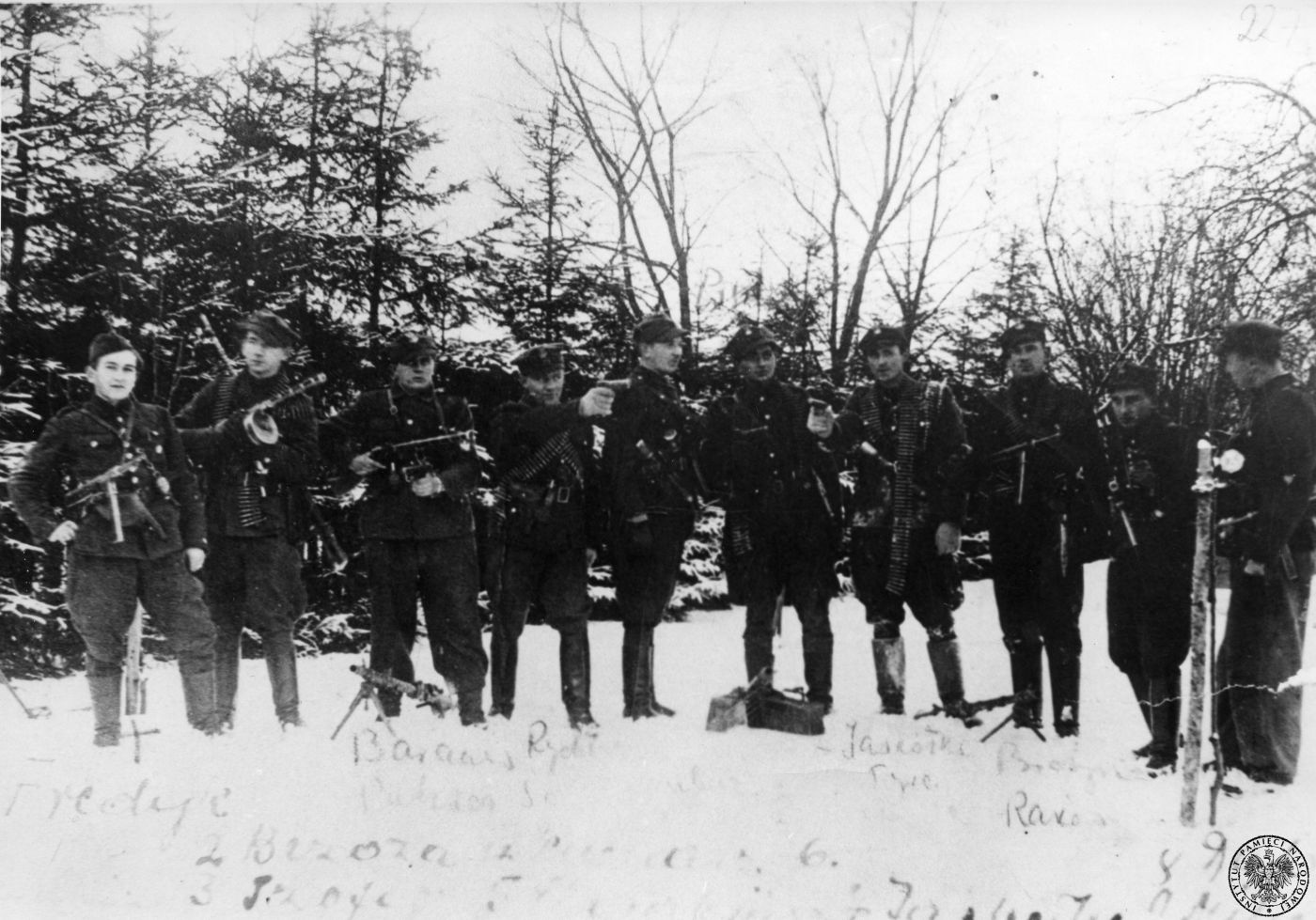
Oddział Franciszka Olszówki

Relację tę należy uzupełnić o tyle, że nie bez znaczenia w konflikcie „Otta” z „Kordzikiem” pozostawały ich nieporozumienia na tle finansowym. Tyrakowski bowiem w pierwszych dniach listopada zmusił Olszówkę do przekazania mu zebranych przez oddział 200 tys. zł, pozbawiając tym sposobem partyzantów środków finansowych. „Otto”, kierowany chęcią zemsty, już wówczas miał podjąć decyzję o pozbyciu się „Kordzika”.
Po tym fakcie „Otto” nie podporządkował się żadnej strukturze poakowskiej ani narodowej. Od lutego 1946 roku zastępcą „Otta” był były żołnierz Wehrmachtu Stanisław Panek „Rudy”, a Olszówce podlegało 17 dezerterów z milicji i Wojska Polskiego. Przez pewien czas oddział powiązany był ze zgrupowaniem partyzanckim „Warta”, lecz zerwał z nim, a łącznik między oddziałami o pseudonimie „Kordzik” został zabity przez ludzi Olszówki. Oddział uzbrojony był w 100 sztuk broni, wyposażenie stanowiło 14 motorów i dwa samochody.
W kwietniu 1945 oddział zastrzelił komendanta i rozbroił milicjantów z posterunku MO w powiecie Namysłów (Głuszyna). Do lutego 1946 przeprowadzono następujące akcje zbrojne:
- zastrzelono żołnierza radzieckiego i polskiego we wsi Raków, pow. Kępno (wrzesień 1945);
- napadnięto na gospodarstwo w Nowej Wsi Książęcej, pow. Kępno (październik 1945) i na posterunek MO w Rychtalu, pow. Kępno (październik 1945);
- napadnięto na kasę PKP w Czastarach, pow. Kępno (15 października 1945);
- 19 października 1945 r. zastrzelono ppor. Kazimierza Hetmana – szefa PUBP w Kępnie i sierż. Mariana Tarkę – starszego referenta Sekcji II PUBP w Kępnie. W rewanżu MBP aresztowało kilkudziesięciu mieszkańców Kępna podejrzewanych o działalność niepodległościową. Następnie Stanisław Ładwikowski i drugi funkcjonariusz (Sylwester Nowakowski lub Klemens Królik) wyprowadzili z aresztu i zamordowali ośmiu z nich. Następca zabitego szefa PUBP w Kępnie por. Paweł Ładniak w raporcie do zwierzchników, wyjaśniając brak odpowiedniej liczby więźniów, poinformował o ucieczce aresztantów[2];
- napadnięto na sklep GS w Siemianówce, pow. Kępno (listopad 1945);
- rozbito PUBP w Kępnie i zastrzelono ośmiu funkcjonariuszy, żołnierza radzieckiego i rodzinę szefa PUBP (23 listopada 1945);
- zastrzelono dwóch żołnierzy sowieckich podczas napadu na gospodarstwo ACz w Komorznie, pow. Kluczbork (październik 1945);
- napadnięto na sklep GS w Bolesławcu, pow. Kępno (grudzień 1945),
- zaatakowano posterunek MO w Bąkowicach, pow. Namysłów (10 grudnia 1945),
- podczas ataku na posterunek MO w Laskach, pow. Kępno, zastrzelono komendanta i wypuszczono z aresztu członka rodziny „Feliksa” (27 grudnia 1945),
- napadnięto na posterunek MO w Głuszynie, pow. Namysłów (9 stycznia 1946),
- zaatakowano posterunek MO w Kobylej Górze, pow. Kępno (4 lutego 1946),
- napadnięto na urząd gminy i posterunek MO w Bąkowicach, pow. Namysłów (5 lutego 1946),
- zastrzelono trzech funkcjonariuszy PUBP w Sycowie w okolicach wsi Pisarzowice (7 lutego 1946).

Oprócz tego Olszówka dokonał szeregu ataków na urzędy, nadleśnictwa, sklepy GS i stacje kolejowe. We wszystkich atakach zginęło 71 osób wśród nich 41 cywilów.
Olszówce przypisano także zastrzelenie 14 osób narodowości niemieckiej w lesie między miejscowością Krzywiczyny i Sycowem w październiku 1945 oraz kilku Żydów i Polaków podczas akcji na wieś Bolesławiec w powiecie Kępno w grudniu 1945 (w celach rabunkowych zastrzelono Szaję, Jankiela i Jentę Kohnów, Iskę Krzepicką i Rozalię Bułkę, w samochodzie, który nie zatrzymał się na rozkaz partyzantów jadąc do Wielunia, zastrzelono wójta gminy Szymona Figiela oraz 3 Żydów: Mendela Kohna, Majera Markowicza i Moryca Ruska, a także rozstrzelano 3 Polaków za rabunki na innych Polakach: Romana Stawowskiego, Aleksandra Torowskiego i Antoniego Gorepkę). Oprócz walki zbrojnej „Otto” prowadził także działalność propagandową, rozpowszechniając ulotki antykomunistyczne we wsi Podbolesławiec, pow. Kępno. 22 listopada 1945 roku oddział „Otta” napadł na polskich osadników w miejscowości Turkowy, według regionalistki Aleksandry Hołubeckiej-Zielnicy była to reakcja na wysiedlenia miejscowej ludności. Partyzanci zabili trójkę osadników Jana Szynwelda, Kazimierza Bagińskiego i Pawła Szewczyka i jednego członka Polskiej Partii Robotniczej. Miał liczną sieć informatorów i współpracowników, również wśród funkcjonariuszy MBP i MO. Milicja Obywatelska i Urząd Bezpieczeństwa odnotowała łącznie 39 ataków.
Za najważniejszą akcję oddziału uważa się atak na placówkę MBP 23 listopada 1945 roku, w czasie ataku ludzie Olszówki zabili komendanta placówki, jego żonę i dzieci oraz 8 funkcjonariuszy.
7 lutego 1946 roku w Sycowie, oddział partyzancki zaatakował funkcjonariuszy PUBP i zastrzelił Zygmunta Pałczyńskiego (były partyzant AL, a wówczas referent PUBP), Stefana Skoczylasa i Stefana Włodarczyka. Po tym zdarzeniu władze zmobilizowały znaczne siły w celu rozbicia oddziału. W akcji tej wzięli udział żołnierze z 11. pułku KBW z Wrocławia oraz funkcjonariusze WUBP z Wrocławia i MO z Sycowa i Kępna. 8 lutego „Otto” został okrążony w pobliżu kościoła we wsi Pisarzowice. Podczas walki zginął, a reszta jego ludzi zdołała wydostać się z okrążenia.
Jego ciało zostało przywiezione do siedziby WUBP we Wrocławiu, gdzie było rozpoznawane przez byłych podkomendnych. Pochowany prawdopodobnie 14 lutego 1946 w grobie nr 1244 na polu 77 cmentarza Osobowickiego we Wrocławiu.